# RAROC
 (mars 2012).
 (mars 2012).
Le RAMOC (Risk Adjusted Return On Capital) est une mesure de la rentabilité qui tient compte du risque de défaut de l'emprunteur.
La formule du RAROC est la suivante :
{\displaystyle RAROC=R/CE}
où:
- R est la somme des revenus nets ajustés par rapport au rating de l'emprunteur[pas clair]
- CE est le montant de capital économique nécessaire pour absorber des pertes inattendues[pas clair]. Le capital économique correspond au montant des fonds propres nécessaires pour couvrir des pertes exceptionnelles à un certain seuil de confiance.

Le RAROC constitue un outil essentiel dans l’allocation de capital, l’analyse des performances et la gestion du risque.
Le RAROC peut être utilisé ex-post, pour mesurer la performance des investissements ou des business units. Il peut être utilisé ex-ante comme outil de décision.
1. Utilisation comme indicateur clé de performance (KPI)
2. Utilisation comme outil de pricing et de prise de décision